# Amostragem (medicina)

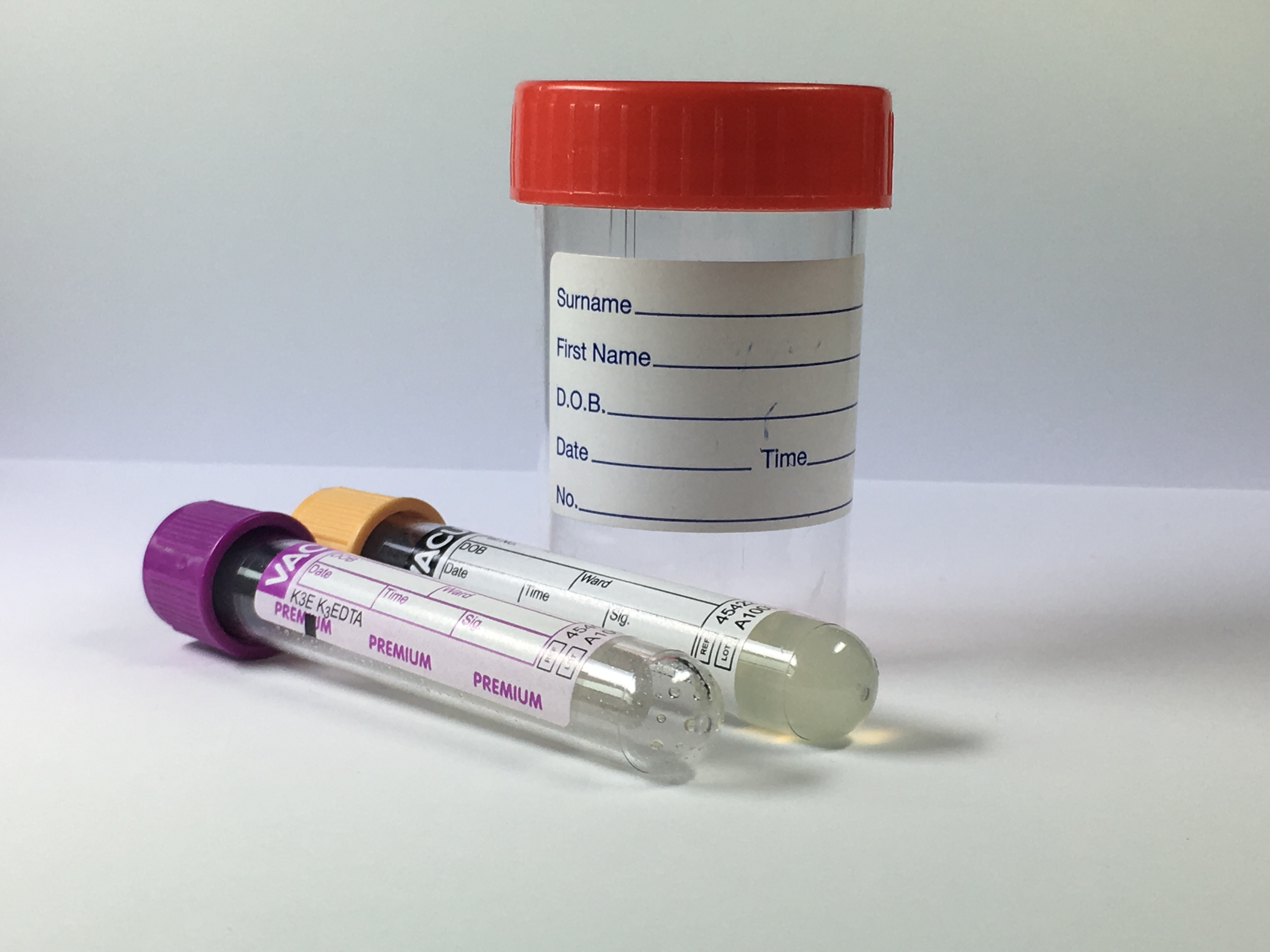
Frascos para coleta de amostras médicas.

Em medicina, amostragem é a coleta de material do corpo para auxiliar no processo de um diagnóstico médico  e/ou avaliação de uma indicação para tratamento, exames médicos adicionais ou outros procedimentos. Nesse sentido, a amostra é o material o coletado e a ferramenta de amostragem ou  amostrador é a pessoa ou material (equipamento, recipientes) para coletar a amostra.
A amostragem é um pré-requisito para muitos exames médicos, mas geralmente não para histórico médico, exame físico e exames radiológicos.

## Por técnica de amostragem
- Obter excreções ou materiais que saem do corpo de qualquer maneira, como urina, fezes, sputum (escarro), ou vômito, por coleta direta quando eles saem. Uma amostra de saliva também pode ser coletada da boca.
- Excisão (corte), um método comum para a remoção de amostras de tecidos sólidos ou moles.
- A punção (também chamada de centese) seguida da aspiração é o principal método usado para amostrar muitos tipos de tecidos e fluidos corporais. Exemplos são toracocentese para amostra de fluido pleural, e amniocentese para amostrar fluido amniótico. O principal método de centese, por sua vez, é punção aspirativa por agulha fina, mas também existem agulhas de design um tanto diferente, como para aspiração de medula óssea. A punção sem aspiração pode ser suficiente, por exemplo, coleta de sangue capilar.
- Raspagem ou esfregaço. Em um teste de Papanicolau, as células são raspadas de um colo uterino com uma espátula e escova especiais ou um dispositivo especial para varredura inserido através da vagina sem a necessidade de perfurar nenhum tecido. As células epiteliais para os testes de DNA podem ser obtidas passando um cotonete no interior de uma bochecha na boca.

### Biópsia ou citopatologia
Em termos de técnica de amostragem, uma biópsia geralmente se refere a uma preparação em que a estrutura normal do tecido é preservada, valendo-se para o exame de células individuais e sua organização para o estudo da histologia, enquanto uma amostra para citopatologia é preparada principalmente para o exame de células individuais, não necessariamente preservando a estrutura do tecido. Exemplos de procedimentos de biópsia são biópsia da medula óssea, biópsia cerebral, biópsia cutânea e biópsia hepática.